# Mieloperoksydaza
Mieloperoksydaza (EC 1.11.1.7, ang. myeloperoxidase, MPO) – enzym należący do peroksydaz, który katalizuje reakcje powstawania kwasu podchlorawego, związku chemicznego o silnych właściwościach bakteriobójczych i przeciwwirusowych.
Mieloperoksydaza jest białkowym heterotetramerem o masie cząst. 140 kDa, w jego skład wchodzi zawierający atom żelaza hem, od którego zależy zielonkawa barwa wydzielin bogatych w neutrofile (ropa, plwocina itp.).
Aktywność mieloperoksydazy występuje w: ziarnistościach granulocytów obojętnochłonnych, granulocytów kwasochłonnych oraz monocytach i jest uwalniana w przebiegu reakcji zapalnych. Nie występuje ona w pozostałych komórkach krwi obwodowej i szpiku. 

Diagnostyczne badanie kliniczne na zawartość MPO komórek ma znaczenie przy wykrywaniu i klasyfikacji ostrych białaczek. 
Uważa się, że mieloperoksydaza odgrywa rolę w zapoczątkowywaniu i powstawaniu niektórych chorób układu krążenia, między innymi przez zwiększanie oksydacji LDL i przyspieszenie aterogenezy.
Podwyższony poziom tego enzymu jest czynnikiem ryzyka wystąpienia ostrego zespołu wieńcowego.